# Андроник III Велики Комнин
Андроник III Велики Комнин је био трапезунтски цар од 1330. до 1332. из династије Великих Комнина.
Цар Андроник III Велики Комнин, или цар Андроник III (грчки: Ανδρονικος Μεγας Κομνηνος), (умро 8. јануара 1332.) био је цар Трапезунтског царства од 1330. године, до 1332. године. Његови родитељи су цар Алексије II Трапезунтски и његовa жена, иверијска принцеза Џијаџак Џакели из Самцкхеа. Према Михаилу Панарету, владао је 15 месеци, што сугерише да је постојао период од пет месеци интеррегнума — од смрти његовог оца у мају до октобра 1330. године.
Рустам Шукуров је сугерисао да су цар Андроник III и његов син Манојло добили имена по својим далеким прецима, цару Андронику I Комнину и његовом сину севастократору Манојлу, тврдећи да су се њихови портрети појавили на зидовима дворане царске палате.
Једна од његових првих акција када је Андроник постао цар била је да убије своја два млађа брата, Ђорђа Азачулуа и Михаила Ахпуга. Његов други брат Василије успео је да побегне у Цариград, где је вероватно већ боравио његов стриц Михаило.
Дана 8. јануара 1332. умро је од бубонске куге као и његов отац.
Након његове смрти, цара Андроника III је накратко наследио његов син цар Манојло II. Извори нису сачували друге детаље о околностима Андроникове кратке владавине.

## Породично стабло
|  |                               |  |  |  |  |  |  |  |  |  |  |  |  |  |  |  |
|  | 2. Алексије II Велики Комнин  |  |  |  |  |  |  |  |  |  |  |  |  |  |  |  |
|  |                               |  |  |  |  |  |  |  |  |  |  |  |  |  |  |  |
|  |                               |  |  |  |  |  |  |  |  |  |  |  |  |  |  |  |
|  | 1. Андроник III Велики Комнин |  |  |  |  |  |  |  |  |  |  |  |  |  |  |  |
|  |                               |  |  |  |  |  |  |  |  |  |  |  |  |  |  |  |
|  |                               |  |  |  |  |  |  |  |  |  |  |  |  |  |  |  |
|  | 3. Џијаџак Џакели             |  |  |  |  |  |  |  |  |  |  |  |  |  |  |  |
|  |                               |  |  |  |  |  |  |  |  |  |  |  |  |  |  |  |
|  |                               |  |  |  |  |  |  |  |  |  |  |  |  |  |  |  |